# エレマテック
エレマテック株式会社（英: Elematec Corporation）は、東京都港区に本社を置く日本のエレクトロニクス商社。

## 概要
電子材料や電子部品を扱う独立系専門商社として、1942年（昭和17年）3月に創業。1947年（昭和22年）4月28日に法人化。2009年（平成21年）9月1日には大西電気株式会社を吸収合併しエレマテック株式会社に商号を変更している 。

## 沿革

### 高千穂電気株式会社
- 1942年（昭和17年）3月 - 高千穂航器製作所として創業[2]。
- 1947年（昭和22年）4月28日 - 高千穂電気株式会社となる[2]。
- 2002年（平成14年）6月 - ジャスダック証券取引所に株式を上場[2]。
- 2003年（平成15年）12月 - 東京証券取引所市場第二部に株式を上場[2]。
- 2005年（平成17年）3月 - 東京証券取引所市場第一部に指定替え[2]。

### 大西電気株式会社
- 1958年（昭和33年）9月 - 大西電気株式会社として設立[4]。
- 2008年（平成20年）2月 - ジャスダック証券取引所に株式を上場[4]。

### エレマテック株式会社
- 2009年（平成21年）10月1日 - 大西電気株式会社を吸収合併し、「エレマテック株式会社」に商号を変更[2]。
- 2011年（平成23年）8月1日 - 豊田通商株式会社と資本・業務提携を締結[2]。
- 2012年（平成24年）3月5日 - 豊田通商株式会社の子会社となる[2]。
- 2014年（平成26年）
  - 10月31日 - 親会社の豊田通商株式会社から株式会社トムキの全株式を1円で取得し、完全子会社化[5]。
  - 12月1日 - 子会社の株式会社トムキを吸収合併[2][5]。
- 2023年（令和5年）10月30日 - 本社を住友不動産東京三田ガーデンタワーに移転[6]。
- 2024年（令和6年）12月18日 - 豊田通商株式会社が実施していたTOBが成立し、持株比率を90.74%へ引き上げ[7]。
- 2025年（令和7年）
  - 1月24日 - 東京証券取引所プライム市場上場廃止。
  - 1月28日 - 株式売渡請求により、豊田通商株式会社の完全子会社となる[1]。